# Final Fantasy XI
Final Fantasy XI (яп. ファイナルファンタジーXI файнару фантадзи: ирэбун) (также известна под названием Final Fantasy XI: Online) — массовая многопользовательская онлайновая ролевая игра (MMORPG), разработанная японской компанией Square Co. (ныне — Square Enix). Это первая онлайн-игра в серии Final Fantasy. Первоначально она вышла в Японии 16 мая 2002 года на игровой приставке PlayStation 2, и спустя полгода — 5 ноября вышла версия для Microsoft Windows. В 2003 году игра была переведена на английский язык и выпущена в Северной Америке 28 октября 2003 года (Windows-версия). PS2-версия поступила в продажу 23 марта 2004 года. В Европе продажи Windows-версии начались осенью этого же года, 14 сентября, PS2-вариант в Европе не издавался. В апреле 2006 года вышел порт игры для Xbox 360. Хотя Square Enix официально не поддерживает консоль PlayStation 3, тем не менее режим обратной совместимости с PlayStation 2 позволяет использовать её для игры.
К настоящему времени вышло 5 дополнений: Rise of the Zilart (2003), Chains of Promathia (2004), Treasures of Aht Urghan (2006), Wings of the Goddess (2007), Seekers of Adoulin (2013). Первое из них продавалось отдельно только в Японии, оно было включено в состав американского и европейского релизов (европейский релиз изначально включал в себя и второе дополнение — Chains of Promathia).
Ежемесячная абонентская плата составляет $13 для североамериканской версии и €13 — для европейской (£9 — для жителей Великобритании). По данным на 2008 год, число активных игроков составляет 500 тыс. человек.
В России игра была издана компанией Акелла.

## Игровой процесс
Как и во многих других MMORPG, игра происходит на независимых друг от друга серверах (на настоящий момент их 32 и 1 тестовый, используемый разработчиками). 
При создании персонажа игроку предлагается выбор из 5 рас — Hume, Elvaan, Galka, Mithra и Tarutaru. Каждая раса имеет свои сильные и слабые стороны, однако никаких ограничений в доступных профессиях выбор расы не накладывает.

### Особенности
Отличительной особенностью Final Fantasy XI долгое время оставалось то, что при создании персонажа в общем случае нельзя было выбрать сервер, он назначался случайным образом. Сделано это было с целью обеспечить равномерное распределение игроков со всего мира по серверам. Однако в начале 2007 года возможность выбора сервера всё же была добавлена.
Чтобы облегчить игрокам из разных стран общение между собой, в игре существует автопереводчик, позволяющий конструировать несложные фразы из списка наиболее употребительных слов и словосочетаний.
Изначально ещё одной особенностью являлась сильная ориентация на командную игру. Для большинства профессий набор опыта («прокачка») в одиночку был хотя и возможен, но требовал гораздо больше времени, чем при участии в группе. С введением системы призывных персонажей (Trust), управляемых компьютером, большая часть контента стала доступна для одиночного прохождения.

### Миссии и квесты
В игре наличествует множество заданий — квестов, которые (в терминах игры) подразделяются на так называемые миссии и на собственно квесты. Выполнение миссий как правило сопровождается кат-сценами и продвигает игрока по сюжетной линии, в отличие от квестов. Тем не менее выполнение квестов зачастую открывают новые возможности для игрока и/или награждает его предметами или игровыми деньгами.

### Экономика
Экономика в Final Fantasy XI вполне стандартна для азиатских игр. Очень немногие враги, будучи убитыми, оставляют после себя игровые деньги, и даже в этом случае, суммы этих денег очень невелики. Основной же способ получения денег для игроков — продажа на аукционе другим игрокам найденных либо собственноручно изготовленных (процесс изготовления предметов называется «синтезом» (Synthesis)) вещей. Некоторые предметы не могут быть выставлены на аукцион, но могут быть проданы посредством так называемого «базара» (Bazaar).

### Боевая система
Как и в других MMORPG (и в отличие от предыдущих игр серии Final Fantasy) сражения происходят там же, где игроки встретили врага, а не на отдельном экране. Схожая система используется и в Final Fantasy XII. 
Существенным элементом боёв являются Skillchains. Последовательное применение (пауза не должна превышать 5 секунд) определённых боевых умений может нанести врагу дополнительные повреждения.

### Уровни
Изначально персонаж может достичь лишь 50-го уровня, однако эту границу можно повысить, выполнив цепочку квестов, каждый квест в которой повышает границу на 5 уровней, вплоть до 99-го уровня, который и является максимально возможным.

### Профессии
В начале игры игроку доступно 6 базовых профессий — Warrior (внутриигровое сокращение — WAR), Monk (MNK), Thief (THF), Black Mage (BLM), White Mage (WHM), Red Mage (RDM). Первоначальный выбор профессии не является окончательным, и игрок всегда может переключиться на другую. Однако очки опыта и уровни по всем профессиям начисляются независимо, и если, к примеру, начать играть Warrior’ом и, достигнув 10-го уровня (WAR10), переключиться на White Mage, то придётся начинать снова с 1-го уровня.
По достижении 18-го уровня становится доступен квест на дополнительную профессию (Support job). Выполнение этого квеста позволит, сохраняя основную профессию, подключить другую, и использовать специальные умения и удары обеих. Но при этом уровень дополнительной профессии ограничивается 1/2 от уровня основной. Например, имея 20-й уровень в профессии Warrior, и 15-й — Monk, при выборе WAR в качестве основной профессии, и Monk в качестве дополнительной, уровень Monk окажется ограничен 10-м уровнем. В игре такое сочетание обозначается как WAR20/MNK10. Если же сделать противоположный выбор, то ограничена будет уже профессия Warrior — MNK15/WAR7.
По достижении 30-го уровня в любой из базовых профессий становятся доступны квесты на дополнительные профессии. После выполнения такого квеста игрок получает возможность выбрать соответствующую дополнительную профессию — Paladin (PLD), Dark Knight (DRK), Beastmaster (BST), Ranger (RNG), Bard (BRD), Summoner (SMN), Dragoon (DRG), Ninja (NIN), Samurai (SAM), Blue Mage (BLU), Corsair (COR), Puppetmaster (PUP), Dancer (DNC), Scholar (SCH), Geomancer (GEO), Rune Fencer (RUN).
Таким образом, всего в игре представлены 22 профессии.

## Отзывы
| Сводный рейтинг    | Сводный рейтинг | Сводный рейтинг | Сводный рейтинг |
| Издание            | Оценка          | Оценка          | Оценка          |
| Издание            | PC              | PS2             | Xbox 360        |
| ------------------ | --------------- | --------------- | --------------- |
| GameRankings       | 82,11 %         | 85,04 %         | 69,33 %         |
| Metacritic         | 85/100          | 85/100          | 66/100          |
| Иноязычные издания |                 |                 |                 |
| Издание            | Оценка          | Оценка          | Оценка          |
| Издание            | PC              | PS2             | Xbox 360        |
| Famitsu            | N/A             | 38/40           | N/A             |
| GameSpot           | 8,2/10          | N/A             | N/A             |
| GameSpy            | [ 11 ]          | N/A             | N/A             |
| IGN                | N/A             | 8,8/10          | N/A             |

| Сводный рейтинг | Сводный рейтинг | Сводный рейтинг |
| Издание         | Оценка          | Оценка          |
| Издание         | PC              | PS2             |
| --------------- | --------------- | --------------- |
| GameRankings    | 75,20 %         | 79,29 %         |

Игра получила положительные отзывы критиков.